# La Sibilla Appenninica
La Sibilla Appenninica è un dipinto eseguito da Adolfo De Carolis, realizzato a tempera, sulle pareti del salone di rappresentanza del Palazzo del Governo di Ascoli Piceno, oggi sede della Prefettura e dell'Amministrazione Provinciale, tra il 1907 ed il 1908.

## Descrizione

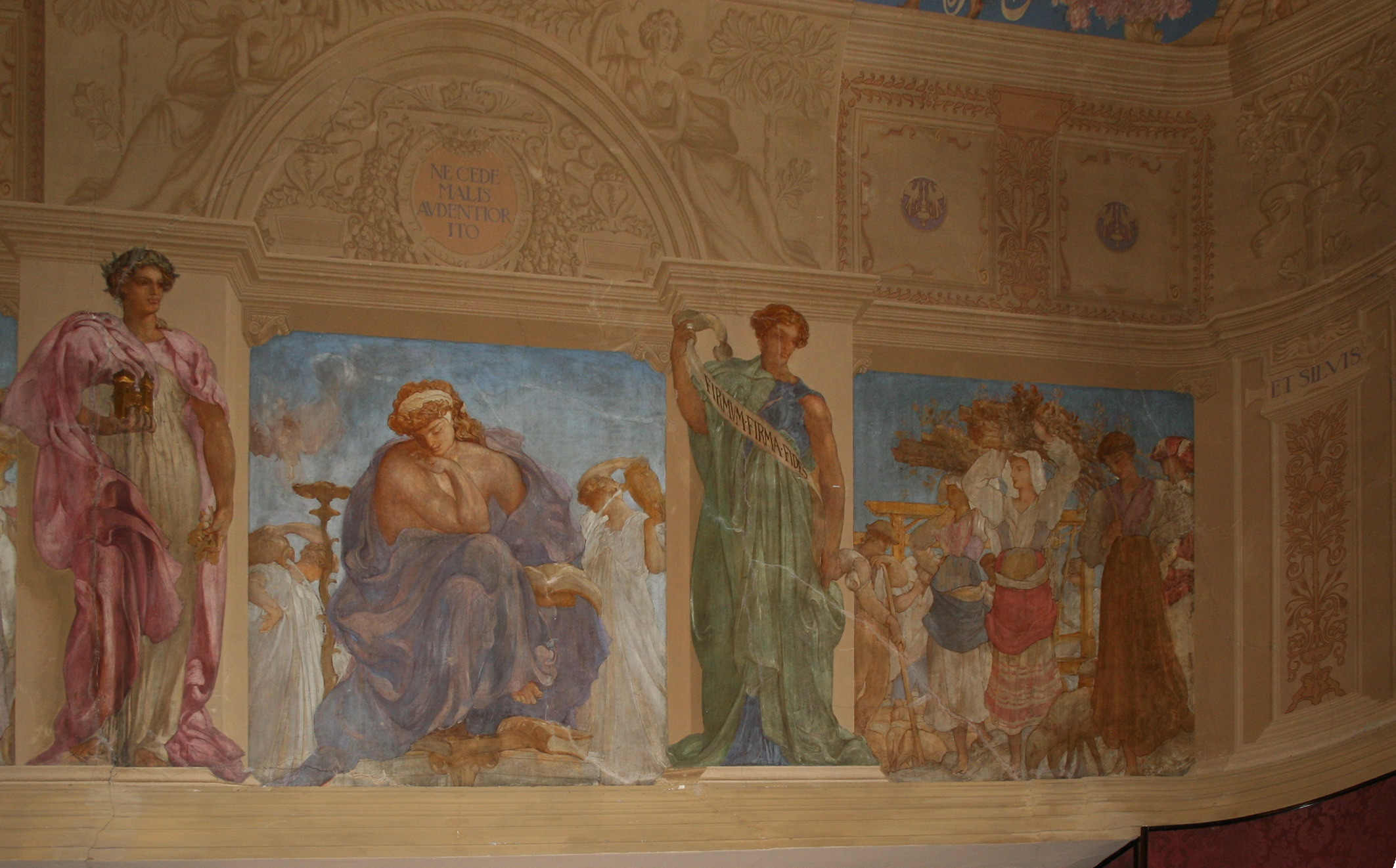
Sibilla Appenninica, dipinto del riquadro di sinistra

L'immagine della Sibilla Appenninica è stata dipinta, con la tecnica della tempera disciolta nella caseina e ritocchi ad olio tra il 1907 ed il 1908, nel ciclo decorativo del salone di rappresentanza del Palazzo del Governo di Ascoli Piceno.
Sulla parete sud, che l'artista dedicò alla montagna, illustrò scene allegoriche legate alla vita quotidiana del mondo della pastorizia ed alla realtà contadina del Piceno.
Le rappresentazioni si susseguono all'interno di una fascia suddivisa in tre riquadri ai cui lati il pittore scrisse «ad agris et silvis» «nei campi e nei boschi».
Al di sopra della figura della Sibilla, all'interno di una tonda cornice contenuta nella lunetta, la frase: «NE CEDE MALIS AUDENTIOR ITO» «va avanti con maggior coraggio e non cedere alle avversità». Questo motto è lo stesso che la Sibilla Cumana suggerisce ad Enea nell'Eneide di Virgilio (libro VI v.95).
Il De Carolis, al centro della parete, ai piedi di un innevato monte Vettore, con maestà michelangiolesca ed in atteggiamento molto somigliante alle Sibille della Cappella Sistina, ritrasse la Sibilla Picena, seduta e pensosa, tra due donne che versano acqua da anfore. Le due donne rappresentano le personificazioni dei fiumi, simbolo di fertilità, individuabili nel Tronto ed il Tesino oppure nell'Aso ed il Tenna.
Sulle lesene dipinte, che fiancheggiano la figura della Sibilla, compaiono due donne guerriere che impersonano le città di Ascoli e di Fermo. La raffigurazione di sinistra reca in mano una piccola rappresentazione della città ascolana, così come compare nello stemma comunale, con la porta a due fornici sovrastata dalla galleria tra due torri, e nell'altra mano un ramo di quercia.

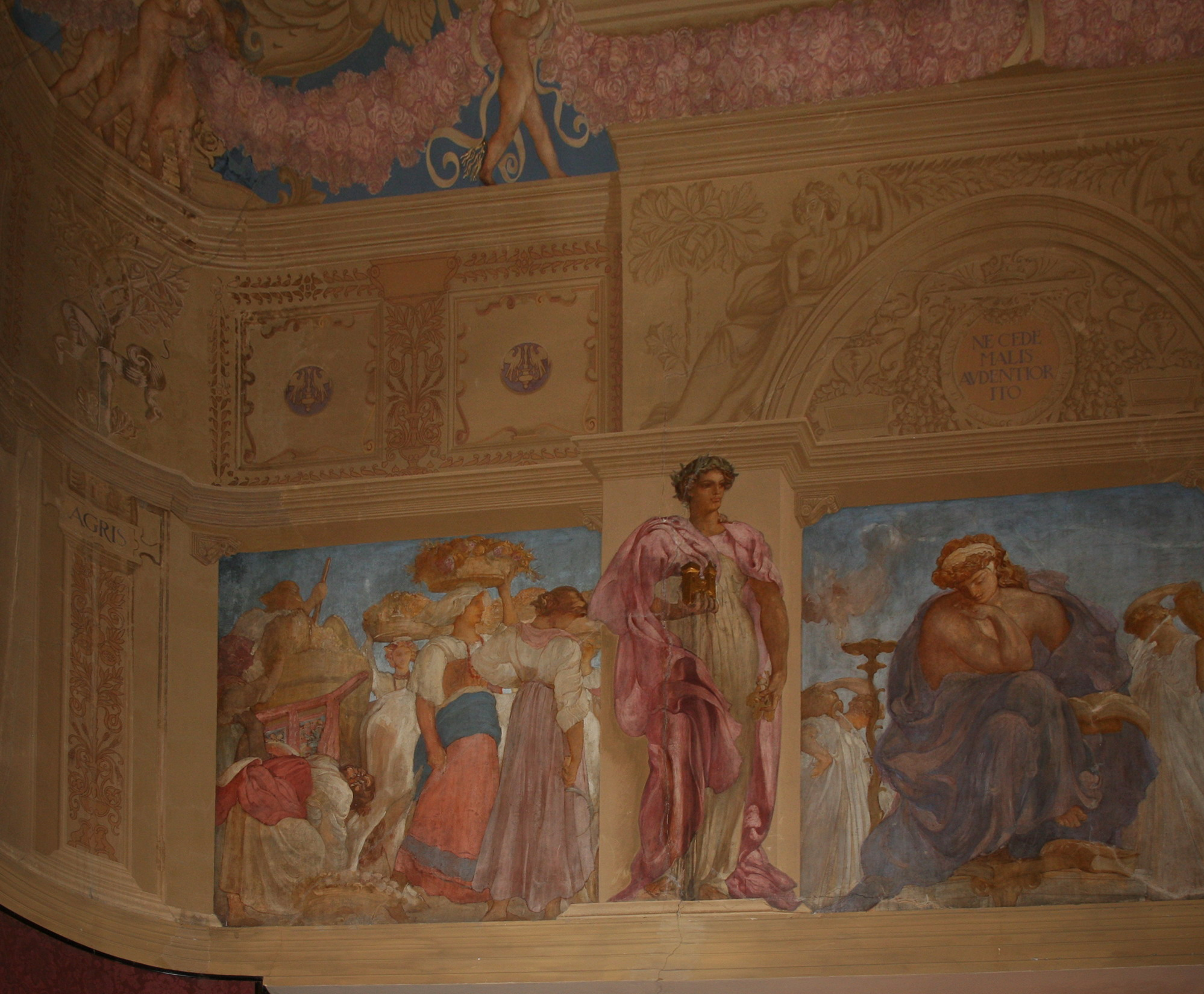
Sibilla Appenninica, dipinto del riquadro di destra

La figura femminile di destra è la rappresentazione della città di Fermo. Dal nastro che sorregge si legge «FIRMO FIRMAM FIDES» «la città di Fermo dalla ferma fede», come dal motto comunale fermano.
L'intero tema centrale è contornato da due riquadri dal cui fondo blu si distinguono le immagini di personaggi intenti al lavoro quotidiano dell'agricoltura. Quello di sinistra propone due buoi che conducono un rustico carro marchigiano decorato e giovani fanciulle, vestite con lunghe gonne dai colori vivaci, affaccendate a trasportare ceste ricolme di frutta. Una di esse indossa una collana di corallo quale dono di nozze del mondo contadino, un'altra reca in mano una falce. Scena campestre che il De Carolis conclude con un fondo dedicato alla vendemmia dipingendo un grosso tino nel quale svuotare le ceste d'uva ed un contadino che mescola il mosto.
Nel riquadro di destra la scena è dedicata alla pastorizia con un piccolo gregge al pascolo e pastori che si appoggiano sui loro bastoni. Le presenze femminili, dedite al trasporto di fascine di legna, sono anche qui rappresentate con abiti dalle vivide cromie. Sullo sfondo si intravede una giovane tessitrice forse dipinta come probabile riferimento alla leggenda ascolana di Polisia.